# Dučice
Dučice är ett samhälle i Montenegro. Det ligger i den centrala delen av landet, 30 km norr om huvudstaden Podgorica. Dučice ligger 854 meter över havet och antalet invånare är 589.
Terrängen runt Dučice är huvudsakligen lite bergig. Dučice ligger nere i en dal. Runt Dučice är det ganska glesbefolkat, med 48 invånare per kvadratkilometer. Närmaste större samhälle är Nikšić, 15,9 km väster om Dučice. Omgivningarna runt Dučice är en mosaik av jordbruksmark och naturlig växtlighet.